# 開城王氏
開城王氏（ケソンワンし、朝鮮語: 개성왕씨）は、朝鮮の氏族。本貫は高麗の首都であった開城市である。2015年の調査では、22,452人である。

## 概要
元々は松嶽地方に世居してきた豪族で、その後の高麗王を含む高麗の王族の姓氏であった。李成桂の威化島回軍で高麗が滅亡した後、李氏朝鮮による政治的な報復で多くの開城王氏が迫害を受けて殺害され、残りの族人も全・玉・琴・田などに改姓したが、正祖の時に一部の族人は王氏に還姓した。

## 集姓村
- 京畿道利川郡栗面五城里
- 開城特別市開豊区域
- 京畿道漣川郡嵋山面峨嵋里
- 慶尚南道宜寧郡
- 京畿道始興市
- 忠清北道清原郡江内面[1]